# Наталбані (Луїзіана)
Наталбані (англ. Natalbany) — переписна місцевість (CDP) в США, в окрузі Танґіпаоа штату Луїзіана. Населення — 2510 осіб (2020).

## Географія
Наталбані розташоване за координатами 30°32′56″ пн. ш. 90°29′15″ зх. д. / 30.54889° пн. ш. 90.48750° зх. д. (30.548924, -90.487542).  За даними Бюро перепису населення США в 2010 році переписна місцевість мала площу 11,64 км², з яких 11,53 км² — суходіл та 0,11 км² — водойми.

## Демографія
Згідно з переписом 2010 року, у переписній місцевості мешкали 2984 особи в 1174 домогосподарствах у складі 598 родин. Густота населення становила 256 осіб/км².  Було 1328 помешкань (114/км²).
Расовий склад населення:
| - 60,3 % — білих - 35,6 % — чорних або афроамериканців - 0,7 % — корінних американців - 0,3 % — азіатів - 1,6 % — осіб інших рас |

До двох чи більше рас належало 1,4 %. Частка іспаномовних становила 11,3 % від усіх жителів.
За віковим діапазоном населення розподілялося таким чином: 20,3 % — особи молодші 18 років, 73,5 % — особи у віці 18—64 років, 6,2 % — особи у віці 65 років та старші. Медіана віку мешканця становила 25,5 року. На 100 осіб жіночої статі у переписній місцевості припадало 100,5 чоловіків;  на 100 жінок у віці від 18 років та старших — 102,0 чоловіків також старших 18 років.
Середній дохід на одне домашнє господарство  становив 47 630 доларів США (медіана — 34 375), а середній дохід на одну сім'ю — 47 382 долари (медіана — 41 250). За межею бідності перебувало 26,4 % осіб, у тому числі 30,5 % дітей у віці до 18 років та 12,7 % осіб у віці 65 років та старших.
Цивільне працевлаштоване населення становило 1456 осіб. Основні галузі зайнятості: освіта, охорона здоров'я та соціальна допомога — 23,5 %, будівництво — 21,5 %, мистецтво, розваги та відпочинок — 14,3 %, виробництво — 11,7 %.